# رنگین‌کمان ماهی دریاچه وانام
رنگین کمان ماهی دریاچه وانام ( Glossolepis wanamensis )، گونه ای از گونه های رنگین کمان ماهی در زیر خانواده رنگین‌کمان ماهی های استرالیا  و به شدت در معرض خطر انقراض است. رنگین کمان ماهی دریاچه وانام بومی دریاچه وانام (با 2-3 کیلومتر قطر) در نزدیکی لائه در کشور پاپوآ گینه نو است. این ماهی تقریباً به دلیل رقابت با تیلاپیاهای معرفی شده غیر بومی، از این دریاچه کوچک ناپدید شده است اما جمعیتی از این ماهی در اسارت وجود دارد.